# Inte ens ett farväl - Dylan på svenska
Inte ens ett farväl - Dylan på svenska är ett musikalbum av Ferne som kom ut år 2003.
Ferne (egentligen Lars Fernebring, tidigare medlem av duon Risken finns) tolkade där 13 av Bob Dylans sånger till svenska. På detta album spelar bland andra Thomas Wiehe, Ulf "Proffis" Oldehed och Mac Robertson. CD:n gavs ut i en begränsad upplaga på 1000 ex men fick fina recensioner. Hösten 2013 utkom Lars Fernebring med en ny CD med 13 nya dyalntolkningar. Plattan hette Ödets Nyckfullhet (Rootsy i Malmö).

## Låtlista
- Text: Bob Dylan, Lars Fernebring
- Musik: Bob Dylan

Originaltitel inom parentes.
1. "Mannen i svart" (Man in the Long Black Coat) - 4:41
2. "Men va fan, det får gå" (Don't Think Twice, It's All Right) - 3:47
3. "När dagen sakta vaknar" (Mr. Tambourine Man) - 5:16
4. "En kopp kaffe till" (One More Cup of Coffee) - 4:11
5. "Fridens man" (Man of Peace) - 5:03
6. "Hon väljer själv i alla fall" (Love Minus Zero/No Limit) - 4:29
7. "Som en fisk på land" (Like a Rolling Stone) - 8:29
8. "Hon finns alltid kvar" (If You See Her Say Hello) - 4:31
9. "Snart minns ingen längre vem du var" (It's All Over Now, Baby Blue) - 4:38
10. "Vänner" (Positively 4th Street) - 3:42
11. "Vänd dej om och gå" (Is Your Love in Vain?) - 3:47
12. "Du där, du där" (Dead Man, Dead Man) - 4:42
13. "Varje litet frö" (Every Grain of Sand) - 5:12